# Josef Priebsch
Josef Priebsch (* 10. Oktober 1866 in Tiefenbach; † 18. Juni 1941) war ein österreichischer Romanist, Hispanist und Lusitanist.

## Leben
Priebsch promovierte in Graz bei Hugo Schuchardt mit Ein Beitrag zu einem asturischen Lexicon (Graz 1890, 290 Seiten). Er forschte zwischen 1892 und 1899  in englischen Bibliotheken. Er wohnte 1904 in Wien. Priebsch lehrte romanische Sprachen an der Exportakademie (heute Wirtschaftsuniversität) in Wien.

Josef Priebsch war ein Vetter des in England wirkenden Germanisten Robert Priebsch.

## Werke
- Altspanische Glossen, in: Zeitschrift für romanische Philologie 19, 1895, S. 1–40 (dort Dank an Robert Priebsch)
- (Hrsg.) Pedro de Andrade Caminha, Poesías inéditas, Halle a. S. 1898, Lissabon 1989 (43, 562 S.)
- Ein anglonormannisches Glossar, in: Bausteine zur romanischen Philologie. Festschrift für Adolf Mussafia, Halle a. S. 1905, S. 534–556
- Zwei altfranzösische Mariengebete, in: Modern Language Review 4, 1908, S. 73–80
- Drei altlothringische Mariengebete, in: Zeitschrift für französische Sprache und Literatur 33, 1908, S. 206–213
- Las repúblicas hispano-americanas : Trozos selectos relativos a las condiciones geográficas, económicas y comerciales de los países de idioma español arreglados, Wien 1919 (Publikationen der Exportakademie)
- Französisches Lesebuch für Handelshochschulen, Wien 1919
- Materialien zur Einführung in die französische Sprache, Wien 1919